# Paisios del Monte Athos
Arsenios Eznepidis, más conocido como Paisios de Monte Athos (Farasa, Capadocia, 25 de julio de 1924-Monte Athos, 12 de julio de 1994), fue un monje ortodoxo griego, conocido por sus obras de carácter escatólicas, incluido en la lista de los santos de la Iglesia ortodoxa el 13 de enero de 2015.

## Biografía

### Origen y formación
Arsenios Eznepidis nació en Farasa, una pequeña población de Capadocia (hoy Turquía), en Asia Menor, el 25 de julio de 1924. Era hijo de Bautista, quien fue alcalde de Farasa, y de Evlampia. El 7 de agosto de 1924, fue bautizado por Arsenio de Capadocia, también venerado como santo por la Iglesia ortodoxa y de quien recibió su nombre de pila.
Aún siendo un niño de brazos, la familia de Arsenio, junto con todo el pueblo, dejaron Turquía y emigraron hacia Grecia, se establecieron primero en la isla de Corfú, donde murió el párroco Arsenio, luego se trasladaron a Igoumentista y finalmente a Kontitsa, de esa manera recibió sus estudios primarios y ya mayor trabajó como carpintero. Durante la guerra civil en Grecia, Arsenios sirvió como operador de radio entre 1945 y 1949. 

### Monacato
Después de haber completado su servicio militar, en 1949 ingresó al Monte Athos, pero por cuestiones familiares debió retirarse el mismo año. Al año siguiente regresó a la vida monástica, primero al monasterio de Kutlumusion y luego al monasterio Esfigmenu. En este último recibió la tonsura el 27 de marzo de 1954 recibiendo el nombre de Averkios. Ese mismo año abandonó el monasterio Esfigmenu para trasladarse al de Filoteo, donde un tío suyo se encontraba como monje. Fue aquí donde recibió el nombre de Paisios.
Entre 1958 y 1962, Paisios estuvo en su pueblo natal en Turquía, tratando de proteger a la población de la avanzada de movimientos proselitistas. Al final de este período se trasladó al monasterio de Santa Catalina del Monte Sinaí, donde pernoctó por dos años, hasta su regreso al Monte Athos.
En 1964 Paisios regresó al Monte Athos, portando consigo las reliquias de san Arsenios de Capadocia, las cuales depositó en el monasterio de San Juan el Teólogo de Sorouti. El 11 de enero de 1966 recibió el Gran Esquema Angélico, en el monasterio de Stavronikita, una especie de grado dentro del monacato griego, concedido a los monjes que se cree han adquirido un alto nivel espiritual. Ese mismo año fue operado de los pulmones, de los cuales le extrajeron una parte. Debiendo guardar reposo, se quedó en el monasterio de San Juan Evangelista de Sorousi.
En 1967 regresa a Monte Athos, esta vez al monasterio de Kutlumusion, donde adquirirá gran fama en el mundo ortodoxo. Vendrán muchos peregrinos de todas partes, especialmente monjes, a pedirle consejos y ser guiados por él.
Hacia 1993, por cuestiones de salud, tuvo que abandonar Monte Athos y regresar al monasterio de Sorouti. Allí murió el 12 de julio de 1994, desde entonces son muchos los peregrinos que llegan al lugar para venerar al monje que murió con fama de santidad.

## Glorificación
El Santo Sínodo del Patriarcado Ecuménico incluyó la memoria de san Paisios de Monte Athos, en la lista de los santos de la Iglesia ortodoxa, el 13 de enero de 2015. Cuatro días después se llevó a cabo una multitudinaria celebración en el monasterios de San Juan Evangelista de Sorouti, donde se hallan sus reliquias, a la cual asistieron principales jerarcas de la Iglesia ortodoxa, entre ellos el abad del monasterio de Santa Catalina del Monte Sinaí.
El 25 de enero del mismo año, se consagró la primera iglesia a nombre de San Paisios de Monte Athos en la ciudad de Limasol en Chipre.

## Obras
De los escritos de Paisios de Monte Athos, se han editado cuatro libros, escritos originalmente en griego y con sus respectivas traducciones al inglés y al ruso.
- Ο Άγιος Αρσένιος ο Καππαδόκης (1991), en castellano: «San Arsenio de Capadocia».
- Ο Γέρων Χατζη-Γεώργης ο Αθωνίτης, 1809-1886 (1986), «Elder Hadji-Georgis el Monte Athos».
- Αγιορείται Πατέρες και Αγιορείτικα (1993), «Padres del Monte Athos y Monte Athos Matters».
- Επιστολές (1994), «Epístolas».